# Rhodellales
Ordre
Familles de rang inférieur
- Rhodellaceae

Les Rhodellales sont un ordre d'algues rouges unicellulaires de la classe des Rhodellophyceae.
Cet ordre résulte du redécoupage de l'ordre des Porphyridiales et correspond aux « Porphyridiales 1 » d'Oliveira et Bhattacharya (2000).
Il contient une seule famille connue : la famille des Rhodellaceae.

## Liste des familles
Selon AlgaeBase (6 août 2013), NCBI (6 août 2013), et World Register of Marine Species (6 août 2013) :
- famille Rhodellaceae H.S.Yoon, K.M.Müller, R.G.Sheath, F.D.Ott & D.Bhattacharya, 2006